# هيلين كازيس بيناتار
هيلين كازيس بيناتار (27 أكتوبر 1898-7 يوليو 1979) هي محامية مغربية وناشطة في مجال حقوق الإنسان. خلال الحرب العالمية الثانية، نظمت جهود للإغاثة في شمال إفريقيا لليهود وغيرهم من اللاجئين.

## حياتها
وُلدت راشيل هيلين كازيس في طنجة، ابنة عمرام قزيز ومريم ناهون. انتقلت عائلتها إلى الدار البيضاء في عام 1917. بعد الانتهاء من الدراسات القانونية في بوردو، أصبحت أول محامية في المغرب.

## الوظيفة
نشطت جمعية كازيس بيناتار في العديد من القضايا الخيرية في الدار البيضاء، بما في ذلك رياض الأطفال والحليب للأطفال. خلال الحرب العالمية الثانية تطوعت مع الصليب الأحمر في الدار البيضاء. نظمت خدمات للاجئين من أوروبا، كمؤسسة وأول رئيس للجنة المغربية لمساعدة اللاجئين،بما في ذلك ثلاثة معسكرات إغاثة في الدار البيضاء.
ساعدت العديد من اللاجئين اليهود في شمال إفريقيا على الانتقال مرة أخرى إلى فلسطين بعد الحرب.قامت بجولة في الولايات المتحدة لإلقاء محاضرات في عامي 1953 و 1954، لجمع الأموال لعملها.كانت ممثلة شمال إفريقيا للمؤتمر اليهودي العالمي. كتبت التقارير عن طنجة والمغرب الفرنسي والمغرب الإسباني للكتاب السنوي اليهودي الأمريكي لعام 1955.

## الحياة الشخصية
تزوجت هيلين كازيس من موسى بيناتار في عام 1920. ثم انتقلت إلى باريس في عام 1962، وتوفيت هناك في عام 1979 عن عمر يناهز 80 عامًا. تم الاحتفاظ ببعض أوراقها في المحفوظات المركزية لتاريخ الشعب اليهودي (CAHJP) في القدس.